# Kebra Negest
Das Kebra Negest (auch Kebra Nagast, altäthiopisch ክብረ ነገሥት, phonetisch kəbrä nägäst)
oder Ruhm der Könige von Äthiopien ist ein in der altäthiopischen Sprache Geʽez verfasster Bericht der Herkunft der solomonischen Kaiser von Äthiopien. Der vorhandene Text wurde Ende des 13. Jahrhunderts n. Chr. verfasst und wird von vielen äthiopischen Christen und Rastafari als gesicherte Darstellung angesehen. Das Buch berichtet nicht nur davon, wie die Königin von Saba König Salomo traf, mit ihm Menelik zeugte und wie die Bundeslade mit Menelik nach Äthiopien gelangte, sondern auch wie die Äthiopier von der Verehrung von Sonne, Mond und Sternen zur Anbetung des „Herrn, Gott von Israel“ übertraten.

## Inhalt
Das Kebra Negest unterteilt sich in 117 Kapitel und erscheint bereits beim einmaligen Lesen als zusammengesetztes Werk. Es ist niedergeschrieben in Form einer Debatte der 318 „orthodoxen Väter“ des Ersten Konzils von Nicäa. Diese Kirchenväter stellen die Frage: „Worin besteht der Ruhm der Könige?“. Einer, Gregor, antwortet mit einer Rede (Kapitel 3–17), die mit der Erklärung endet, dass eine Kopie der Herrlichkeit Gottes durch Mose angefertigt wurde und in der Bundeslade bewahrt ist.
Domitius wird zu Beginn dieses Abschnittes als „Erzbischof von Rom“ (d. h. Konstantinopel) eingeführt und am Ende als jener von Antiochia bezeichnet. Diese Person kann eventuell mit dem Patriarchen Domnus II. von Antiochia identifiziert werden, der auf dem Zweiten Konzil von Ephesus abgesetzt wurde. Anschließend liest der Erzbischof Domitius aus einem Buch, das er in der Kirche „Sophia“ (möglicherweise ist die Hagia Sophia gemeint) gefunden hatte. Diesen Teil (Kapitel 19–94), die Geschichte von Makeda, der Königin von Saba, König Salomo, Menelik, und die Erzählung, wie die Bundeslade nach Äthiopien gelangte, bezeichnet David Allen Hubbard, Professor für Altes Testament am evangelikalen Fuller Theological Seminary in Kalifornien, als das Mittelstück des Werks.
Auch wenn der Autor der endgültigen Ausgabe diesen Gregor mit Gregor Thaumaturgus, der im dritten Jahrhundert vor dem Konzil lebte, gleichsetzt, weisen die Zeit und Anspielungen auf Gregors 15-jährige Inhaftierung durch den König von Armenien eher auf Gregor den Erleuchter hin.
Königin Makeda erfährt durch Tamrin, einen Händler aus ihrem Königreich, über die Weisheit des Königs Salomo und reist nach Jerusalem, um ihn zu besuchen. Sie ist gefesselt von seinem Bildungsstand und Wissen und erklärt: „Von jetzt an werde ich nicht mehr die Sonne verehren, sondern den Schöpfer der Sonne, den Gott von Israel.“ (Kapitel 28). In der Nacht vor ihrer Heimreise gelingt es Salomo durch einen Trick, mit ihr zu schlafen. Er übergibt ihr einen Ring, so dass sich ihr Kind gegenüber ihm ausweisen könne. Nach ihrer Abreise träumt Salomo davon, wie die Sonne Israel verlässt (Kapitel 30).
Auf dem Rückweg gebiert Makeda Menelik (Kapitel 32).
Mit 22 Jahren reist Menelik über Gaza nach Jerusalem, um den Segen Salomos zu empfangen. Er gibt sich mittels des Rings als dessen Sohn zu erkennen. Überglücklich durch dieses Wiedersehen versucht Salomo Menelik zu überzeugen, dort zu bleiben und ihm auf den Thron zu folgen. Menelik beharrt jedoch darauf, zu seiner Mutter in Äthiopien zurückzukehren. König Salomo entschließt sich, ihm eine Gesellschaft aus Erstgeborenen Söhnen der Ältesten seines Königreichs mit auf den Weg zu geben. Die jungen Männer, die ihn begleiten sollen, sind verärgert, Jerusalem verlassen zu müssen, und schmuggeln die Bundeslade aus dem Tempel und Salomos Reich (Kapitel 45–48), ohne dass Menelik etwas davon erfährt. Er hatte Salomo lediglich um eine einzige Quaste der Abdeckung der Lade gebeten, und Salomo hatte ihm das gesamte Tuch gegeben.
Während der Heimreise erfährt Menelik, dass die Bundeslade bei ihm ist, und Salomo bemerkt ihr Verschwinden. Der König versucht Menelik nachzugehen, aber sein Sohn wird auf magische Weise nach Hause geflogen, noch ehe er sein Königreich verlassen kann. König Salomo sucht daraufhin Trost bei seiner Frau, der Tochter des Pharaos von Ägypten. Sie verleitet ihn, die Götzen ihres Landes zu verehren (Kapitel 64).
Nach einer Frage der 318 Bischöfe des Konzils fährt Domitius mit einer Paraphrase der biblischen Geschichte fort (Kapitel 66–83) und erzählt von Meneliks Ankunft in Aksum, wo er festlich bewirtet wird und Makeda ihren Thron an ihn abtritt. Menelik verwendet dann die Bundeslade in einigen Feldzügen und „niemand konnte ihn besiegen; im Gegenteil: jeder, der ihn angriff, wurde besiegt“ (Kapitel 94).
Das durch Domitius gefundene Buch hat somit nicht nur die Besitzerlangung der Bundeslade dokumentiert, sondern auch die Abstammung der Solomonischen Dynastie vom erstgeborenen Sohn Salomos erklärt. Domitius preist daher das Buch (Kapitel 95), und Gregor hält anschließend eine längere Rede mit prophetischem Inhalt (Kapitel 95–112). Hubbard bezeichnet diese als „patristische Ansammlung von Prophezeiungen“.
„Zweifelsohne wurden die Kapitel 102–115 als Polemik, wenn nicht sogar als Evangelium gegen die Juden verfasst. In diesen Kapiteln wird versucht, mit Hilfe von alttestamentlichen Gleichnissen und Beweistexten die messianische Bestimmung Jesu, die Gültigkeit der äthiopischen Art der Verehrung und die geistige Überlegenheit Äthiopiens über Israel zu beweisen.“ (S. 39) Hubbard mutmaßt, dass dieser Auszug aus dem Alten Testament so alt sei wie Frumentius, der das Königreich Aksum zum Christentum bekehrt hatte.
Das Kebra Negest schließt mit der Prophezeiung, dass die Stärke Roms hinter der Macht Äthiopiens verblassen werde, und beschreibt, wie der König Ella Asbeha die Juden in Nagran unter Kontrolle bringen wird und seinen Sohn Gabra Maskal zu seinem Erben bestimmt (Kapitel 117).

## Ursprünge
Der den meisten Ausgaben angehängte Kolophon vermerkt, dass das Kebra Negest zunächst auf koptisch verfasst, dann im Jahr der Gnade 409 (entspricht im christlichen Kalender dem Jahr 1225) durch äthiopische Geistliche während der Amtszeit des Abuna Giyorgis ins Arabische und letztlich auf Geheiß des Gouverneurs Ya'ibika Igzi' ins Altäthiopische übersetzt wurde. Ausgehend von diesem Kolophon haben Conti Rossini, Littmann, Cerulli u. a. den Zeitraum der Entstehung auf die Jahre 1314 bis 1321–1322 eingegrenzt.
Bei der genauen wissenschaftlichen Untersuchung des Textes stieß man auf arabische Spuren, die vermutlich auf eine arabische Vorlage hindeuten. Für eine ältere koptische Fassung gibt es keine eindeutigen Belege, und die Existenz einer solchen Version wird von vielen Gelehrten angezweifelt. Andererseits stammen die zahlreichen Bibelzitate im Text jedoch nicht aus einer angenommenen arabischen Vorlage, sondern aus äthiopischen Fassungen der Bibel, die entweder kopiert oder aus dem Gedächtnis übernommen wurden. Diese Bibelstellen weisen in Verwendung und Interpretation auf Einflüsse patristischer Quellen wie Gregors von Nyssa hin.
Hubbard beschreibt ausführlich die zahlreichen vom Autor des Kebra Nagast vermutlich verwendeten Quellen. Dazu zählen nicht nur die beiden Testamente der Bibel (auch wenn das Alte Testament im Vergleich zum Neuen Testament in stärkerem Maße herangezogen wurde), sondern auch rabbinische Quellen, apokryphe Werke (insbesondere das äthiopische Henochbuch und das Buch der Jubiläen) sowie das syrische Buch der Schatzhöhle und die von ihm beeinflussten Werke Buch von Adam und Eva und Buch der Biene.

## Frühe europäische Übersetzungen
Eine der ersten Dokumentensammlungen über Äthiopien entstand aus den Schreiben Francisco Álvares’, des offiziellen Gesandten des Königs Manuel I. am Hof Davids II., unter dem Botschafter Don Rodrigo De Lima. In den Papieren dieser Gesandtschaft findet sich auch eine Darstellung des Kaisers von Äthiopien und eine Beschreibung – auf Portugiesisch – der Lebensgewohnheiten der Äthiopier mit dem Titel Wahrhaftiger Bericht aus dem Reich des Priesters Johannes von Indien, die 1540 gedruckt wurde.
Weitere Informationen zu arabischen Anhängen der ursprünglichen Erzählungen des Kebra Nagast wurden durch den Jesuitenpriester Manoel de Almeida (1580–1646) in seiner Historia de Etiopía aufgenommen. Diese scheint jedoch nie vollständig publiziert worden zu sein. Almeida war als Gesandter nach Äthiopien gelangt und besaß dank seiner ausgezeichneten Sprachkenntnis reichlich Möglichkeiten, um Informationen über das Kebra Negest aus erster Hand zu sammeln. Sein Manuskript ist daher von großem Wert. Sein Bruder Apollinare kam ebenfalls als Gesandter ins Land und wurde zusammen mit seinen beiden Gefährten in Tigray zu Tode gesteinigt.
Im ersten Viertel des 16. Jahrhunderts veröffentlichte P. N. Godinho einige Überlieferungen zu König Salomo und dessen Sohn Menelik, die aus dem Kebra Negest entstammten. Weitere Hinweise auf den Inhalt des Kebra Negest wurden durch Baltazar Téllez (1595–1675), den Autor der Historia General de Etiopía Alta (Coimbra, 1660), gegeben. Die Quellen für sein Werk waren die Geschichten von Manoel Almeida, Alfonso Méndez und Jerónimo Lobo.

## Anfänge der modernen Forschung
Erst als James Bruce, der berühmte schottische Entdecker, am Ende des 18. Jahrhunderts seinen Reisebericht der Suche nach den Quellen des Nils veröffentlichte, gelangten einige Informationen zum Inhalt des Kebra Negest zu Ohren vieler europäischer Gelehrten und Theologen. Als Bruce Gonder verließ, gab ihm der mächtige Inderasse (Regent) des Kaisers Tekle Haymanot II., Ras Mikael Sehul, einige der wertvollsten äthiopischen Manuskripte mit auf den Weg, darunter auch ein Exemplar des Kebra Nagast. In der dritten Auflage seiner Reisen auf der Suche nach den Quellen des Nils erschien eine Beschreibung des Inhalts des Originalmanuskripts. Zu seiner Zeit gelangten diese Dokumente in den Besitz der Bodleian Library der Oxford University.
Auch wenn August Dillmann eine Inhaltszusammenfassung des Kebra Negest erstellte und den Kolophon veröffentlichte, existierte lange Zeit kein wesentlicher Teil in der Originalsprache, ehe Franz Praetorius die Kapitel 19 bis 32 in lateinischer Übersetzung herausbrachte. Es dauerte jedoch noch 35 Jahre bis zur Veröffentlichung des gesamten Textes durch Carl Bezold, 1905 (mit Erläuterung). Die erste englische Übersetzung wurde durch E. A. Wallis Budge erstellt und erschien in zwei Auflagen 1922 und 1932.
Dr. Bernard Leeman, dessen Argumentation allgemein jedoch nicht anerkannt ist, behauptet, dass das Kebra Negest aus zwei Hauptdokumenten besteht. Diese entstammen demnach der Zeit König Salomos (etwa 950 v. Chr.) beziehungsweise dem Vorabend des Einmarsches des Königs Kaleb von Axum ins himyaritische Jemen (etwa 520 n. Chr.). Seine Argumente für den früheren Zeitpunkt sind: (i) das Kebra Nagast zitiert aus den nach heutigem Wissensstand ältesten Stellen der Tora (darunter das Heiligkeitsgesetz, Lev Kap 17–26); während die im Deuteronomium (welches vielen Gelehrten zufolge viel später entstand) aufgeschriebenen Gesetze nicht erwähnt werden; (ii) es enthält die einzige detaillierte Darstellung sowohl des Schicksals der Bundeslade als auch zum Verschwinden der Hohepriester Judahs unter Salomos Herrschaft; (iii) die altertümliche Schreibweise für die Bundeslade in diesem Dokument; (iv) fehlende Verweise auf die spätere Geschichte des Alten Testaments; (v) der altäthiopische Text weist eine außergewöhnlich ungenaue Geographie auf, die Leeman zufolge nur dann sinnvoll ist, wenn man von Orten auf der arabischen Halbinsel und nicht in Palästina ausgeht. Zudem stützt sich Leeman auf Beweise, die durch Chaim Rabin veröffentlicht wurden und andeuten, dass eine alte hebräisch sprechende Bevölkerung zwischen Medina und Jemen lebte. Als weiteres Beweismittel dient Leeman Roger Schneider, wonach Königinnen von Saba um 700 vor Christus über eine hebräisch-sabäische Bevölkerung in der Nähe von Mek’ele herrschten.